# David le Leu de Wilhem

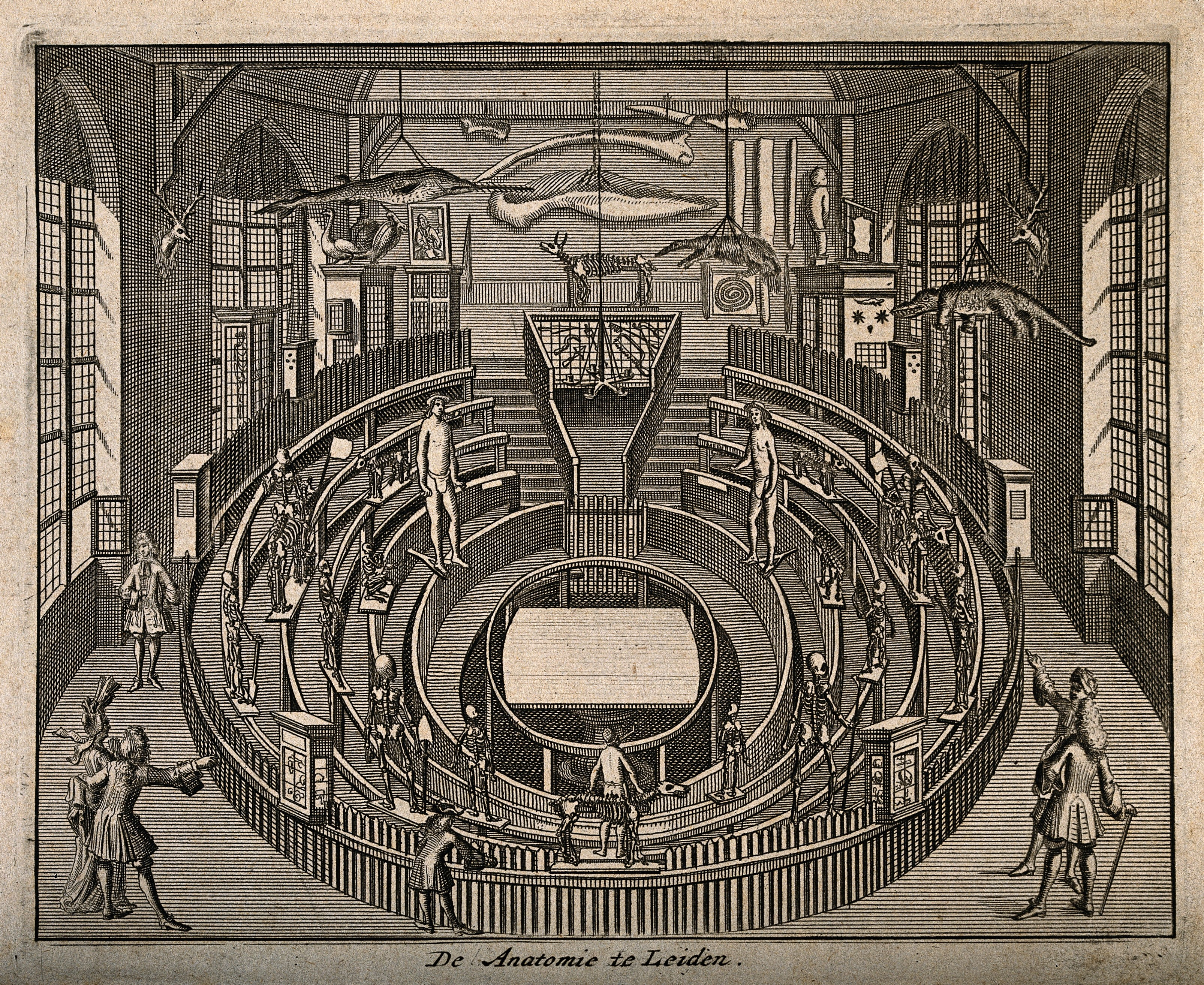
Afbeelding van het Leids Anatomisch Theater; de door De Wilhem geschonken mummiekist staat bovenop de vitrinekast rechts achterin.

David le Leu de Wilhem of David de Wilhem (Hamburg, 15 mei 1588 – Den Haag, 27 januari 1658) was een politicus, handelaar en geleerde actief in de Nederlanden.

## Biografie
Zijn ouders, George le Leu de Wilhem (1550-1596) en diens derde echtgenote Gilliette Opalsens of Aegidia van Opalphens (1560-1633), waren na de Bartholomeusnacht gevlucht uit Doornik naar Hamburg.
De Wilhem genoot vanaf zijn tiende levensjaar onderwijs in Staden en Hanau. Toen hij twintig was, verhuisde hij met zijn moeder naar Franeker, waar hij drie jaar studeerde. Hij vervolgde zijn studie in Leiden in de onderwerpen theologie, wijsbegeerte, rechtsgeleerdheid en Oosterse talen. Hij studeerde ook in Saumur en bezocht de theoloog Andreas Rivetus in Thouars.
Om zich verder te bekwamen in de Oosterse talen reisde De Wilhem naar de Levant, waar hij de jaren 1616-1619 doorbracht. Hij woonde als koopman in Aleppo en reisde onder andere naar Jeruzalem, Caïro en Alexandrië. Hij discussieerde met Cyrillus Lucaris, de Grieks-orthodoxe patriarch van Alexandrië, over theologische zaken en onderhield jarenlang correspondentie met hem. Daarna woonde hij enkele jaren in Amsterdam. In 1625 reisde hij opnieuw naar de Levant en raakte hier goed bevriend met Jacobus Golius, ook een kenner van de oosterse talen. De Wilhem sprak “de Arabische, Persische en Chaldeeuwse talen”. Tijdens zijn reizen verzamelde hij “eene menigte zeldzaamheden”. Op verzoek van Otto Heurnius, hoogleraar medicijnen, kocht hij in Egypte oudheden aan voor het anatomisch theater van de Leidse universiteit – onder andere een Oudegyptische mummiekist met een mummie.
In 1631 keerde hij terug naar Holland. Stadhouder Frederik Hendrik benoemde hem tot lid van diens raad; in 1634 werd hij lid van de Raad van Brabant, in 1640 superintendent van Staats-Brabant.
In 1633 trouwde De Wilhem met Constance Huygens, de jongste zus van Constantijn Huygens. Hun portretten werden geschilderd door Abraham de Vries. De Wilhem en zijn zwager bekleedden beide hoge posities in het landsbestuur van de Republiek. Zij hadden een vertrouwelijke band en wisselden veel brieven uit, zowel persoonlijk als beroepsmatig.
Naast zijn werk als regent onder de stadhouders Frederik Hendrik, Willem II en Willem III bleef De Wilhem zijn studies en de correspondentie met allerlei geleerden onderhouden. Hij promoveerde in 1634 aan de Leidse Akademie. Hoewel hij geen wetenschappelijke werken heeft gepubliceerd, werd hij nog in de 18e eeuw gewaardeerd om zijn kennis van de oosterse talen; Diderot noemt hem in een rijtje belangrijke Nederlandse geleerden. In zijn bibliotheek bevonden zich zeldzame oosterse handschriften.